# Hiwwel-Route
Die Hiwwel-Route ist ein Radwanderweg in Rheinhessen, der auf rund 166 km die Städte Bingen am Rhein, Ingelheim am Rhein, Mainz, Alzey und Worms mit der rheinhessischen Hügellandschaft verbindet. Der Name des Radweges leitet sich aus der rheinhessischen Mundart ab – „Hiwwel“ bedeutet „Hügel“. Seinen Ausgang nimmt der Radweg in Bingen am Rhein. Anschließend streift er die Rheinhessische Schweiz und führt über Alzey zurück in die Rheinebene nach Worms.
Die Hiwwel-Route greift vornehmlich auf asphaltierte Wirtschafts- und Radwege zurück. Die Strecke ist auf ca. 152 km asphaltiert bzw. betoniert, die restlichen 14 km verlaufen – in mehreren kleinen Teilstücken – auf wassergebundenen Schotterwegen. Der größte Teil der Strecke ist eben bis leicht hügelig. Vereinzelt teilt sich die Route ihre Wegstrecke mit anderen Radwegen, wie dem Rhein- oder dem Selztalradweg. Sie ist durchgängig markiert. Ihr mehrfarbiges Logo bildet den Wegverlauf über das rheinhessische Hügelland ab und trägt den Schriftzug „Hiwwel-Route“. Der Radweg gliedert sich in vier Etappen von 37 bis 46 km Länge.

## Streckenverlauf

### Erste Etappe
Die erste Etappe beginnt im Rhein-Nahe-Dreieck in Bingen am Rhein und führt in den Stadtteil Bingen-Kempten. Bis kurz vor Ingelheim verläuft die Hiwwel-Route, dem Rheinradweg folgend, in der Nähe des Rheins. Diesen verlässt sie im Selztal, von wo aus es hinauf nach Ingelheim am Rhein geht; innerhalb von Ingelheim ist der Radweg identisch mit der Obstroute und dem Selztal-Radweg. Sie passiert rund um Heidesheim am Rhein das Naturschutzgebiet Hangflächen, bevor der Hauptanstieg, auf einer ansonsten ebenen und flachen Etappe, hinauf nach Mainz-Finthen ansteht. Über die Stadtteile Gonsenheim und Mombach erreicht man die Mainzer Innenstadt (43 km).

### Zweite Etappe
Von Mainz verläuft die zweite Etappe zunächst immerzu in südlicher Richtung in den Stadtteil Hechtsheim. Vor Ebersheim sind auf 7 km in etwa 140 Höhenmeter zu überqueren. Es folgt eine Abfahrt nach Harxheim; weiter geht es nach Gau-Bischofsheim, ab hier identisch mit dem Amiche-Radweg bis Undenheim, über Mommenheim (Rheinhessen), Selzen nach Hahnheim. Hier tritt wieder der Selztal-Radweg bis Undenheim dazu. Bei Undenheim wendet sich der Radweg nach Westen in Richtung Gabsheim. Ein weiterer lang gestreckter Anstieg (90 Hm auf 5 km) kurz vor dem Etappenende bei Wörrstadt ermöglicht weite Blicke über das rheinhessische Hügelland (37 km).

### Dritte Etappe
Die dritte Etappe führt von Wörrstadt durch den Stadtteil Rommersheim nach Wallertheim, wo der Wiesbach überquert wird. Über Gumbsheim, Wöllstein, hier ist ein Übergang zum Appelbach-Radweg möglich, und Stein-Bockenheim geht es weiter in südlicher Richtung nach Wöllstein, Wonsheim, Eckelsheim, Wonsheim, Stein-Bockenheim und Wendelsheim. Zwischen den Orten reicht die Hiwwel-Route immer mal wieder an das Landschaftsschutzgebiet Rheinhessische Schweiz heran. Nach Uffhofen wird in Flonheim der Wiesbach erneut gequert. Von hier aus verläuft der Radweg zumeist auf verkehrsfernen Wirtschaftswegen durch die Gemarkungen Bornheim, Lonsheim und Heimersheim nach Alzey (40 km).

### Vierte Etappe
Hinter Alzey verläuft die Route unweit der Bachläufe von Selz und Weidas über Schafhausen nach Framersheim und ist damit identisch mit dem Selztal-Radweg. Danach geht es in Richtung Gau-Heppenheim, Dautenheim und Eppelsheim.
Über Gundersheim, Bermersheim, Flörsheim-Dalsheim und Nieder-Flörsheim geht es in Richtung Süden. Nach einigen kleineren Anstiegen in der ersten Etappenhälfte folgt die Hiwwel-Route im Zellertal ab Monsheim zumeist dem Lauf der Pfrimm und ist ab hier identisch mit dem Zellertal-Radweg. Weiter geht es über Kriegsheim (Monsheim), Worms-Pfeddersheim, Worms-Leiselheim, Worms-Hochheim. Diese Etappe endet in Worms an der Nibelungenbrücke Worms am Rhein (46 km).

## Anschlussradwege
Die Hiwwel-Route verläuft immer mal wieder parallel mit anderen Radwegen. Sie verbindet so unterschiedliche Radfernwege und Themenrouten in Rheinhessen und angrenzenden Regionen miteinander.
- Rhein-Radweg, ab Bingen sowie ab Worms
- Nahe-Radweg, ab Bingen am Rhein
- Selztal-Radweg, mehrere Anknüpfungspunkte in Ingelheim, Hahnheim, Alzey
- Amiche-Radweg, ab Hahnheim
- Appelbach-Radweg, ab Wöllstein
- Mühlen-Radweg, ab Framersheim
- Zellertal-Radweg, ab Monsheim
- Salier-Radweg, ab Worms

## Bahnanbindung
Die Hiwwel-Route ist gut in das rheinhessische Bahnnetz eingebunden. Über die Rheinstrecke sind Bingen, Ingelheim, Heidesheim und Mainz zu erreichen. Auf der Bahnstrecke von Mainz über Wörrstadt nach Alzey verkehren Regionalbahnen (RB) und Regionalexpresse (RE) im Halbstunden- bis Stundentakt. Gleiches gilt für die Strecke zwischen Mainz und Worms.